# 市原スポレクパーク
市原スポレクパーク（いちはら スポレクパーク）は、千葉県市原市にあるスポーツ施設である。公益財団法人市原市スポーツ協会が指定管理者として運営管理を行っている。

## 概要

### W杯開催会場としての建設計画
JR東日本・内房線の八幡宿駅近郊に、千葉県が土地を取得して48,500人収容、地上4階地下1階建ての新たなスタジアム（「千葉県立スタジアム」）を建設し、2002 FIFAワールドカップの試合に対応する他、市原市がホームタウンとなっているジェフユナイテッド市原（当時）も将来的に市原緑地運動公園臨海競技場から移転する形で使用することも予定されていた。
1996年5月31日、国際サッカー連盟（FIFA）理事会で、大韓民国との共同主催が決定。日本の開催候補地を10ヶ所に絞り込む必要が出たため調整が行われ、同年12月に開催地が決定したが、千葉県は落選し、スタジアムの建設も見送られた。

### 市原スポレクパークの建設
その後、「運動広場」と称するただの原っぱとして市民に開放された。しかし、ジェフがホームタウンとしていた、市原緑地運動公園臨海競技場がJ1で最も環境が悪いスタジアムの一つであった事から、サポーターサイドからスタジアム建設を求める動きもあった。また元の地権者からも、千葉県、市原市に対して提供した土地の有効活用を求める声もあった。これに対して千葉県、市原市では財政的に厳しい事を理由として、天然芝コートを何面か整備した運動公園の案を提示していた。これが現在の市原スポレクパークの原型である。
なお、ジェフのホームスタジアムは、2002年に千葉市が蘇我地区にサッカー専用スタジアム（現在のフクダ電子アリーナ）を建設する事で解決された。スタジアム予定地は市原市が、千葉県と共に姉崎公園、八幡公園、ちはら台公園に続くサッカー施設として総事業費6億2,000万円（うち1億2,600万円は日本サッカー協会の「サッカーを中心としたスポーツ環境整備モデル事業」としての助成金）を投じて、市原スポレクパークとして整備され、2005年に完成した。
市原スポレクパークは千葉市からも近い（JR東日本 内房線浜野駅東口から徒歩23分。村田川を渡ってすぐ）ことから、ジェフサポーターの中にはトップチームの練習場を姉崎公園サッカー場から、市原スポレクパークへ移動する事を望んでいた者もいたが、結局ジェフはトップチームの練習場を、2009年にフクダ電子アリーナの近くのユナイテッドパークに移転した。現在、市原市辰巳台にある、辰巳台ユースと、サッカースクールを市原スポレクパークへ移転させる計画を持っている。

### 市原スポレクパークを利用するプロチーム
ニュージーランド、オーストラリア、南アフリカ、アルゼンチンおよび日本で構成されるプロフェッショナルラグビーリーグ 『スーパーラグビー』に所属する唯一の日本チームであるサンウルブズ(運営:ジャパンエスアール)は、国内練習拠点を、2019シーズンは市原スポレクパークとすることを決めた。

## 施設概要
- 天然芝グラウンド3面（A・B・C）
- 人工芝グラウンド1面（D）- 照明灯1基を有する。
- クラブハウス（更衣室、談話室、シャワー室）
- 得点板

## アクセス
- JR内房線八幡宿駅東口から徒歩15分

## 主な大会
- 2005年 平成17年度全国高等学校総合体育大会（千葉きらめき総体）
- 2005年 全国高等学校サッカー選手権大会千葉県予選（パークB）
- 2006年 千葉県サッカー選手権大会兼天皇杯千葉県予選（パークD）
- 2009年 第45回全国社会人サッカー選手権大会(パークA、パークC、パークD)
- 2010年 第65回国民体育大会（ゆめ半島千葉国体）サッカー競技